# Ржавка (Новосергієвський район)
Ржа́вка (рос. Ржавка) — село у складі Новосергієвського району Оренбурзької області, Росія.

## Населення
Населення — 246 осіб (2010; 306 у 2002).
Національний склад (станом на 2002 рік):
- росіяни — 73 %